# Jonathan Cape
Jonathan Cape es una editorial inglesa fundada en 1921 por Herbert Jonathan Cape y Wren Howard. La editorial es reconocida por la calidad de sus ediciones y haber publicado a muchos de los mejores escritores del siglo XX. En 1987 fue adquirida por Random House.